# Arica
Arica és una ciutat, port i capital de la província d'Arica, situada a la regió d'Arica i Parinacota, Xile. És coneguda a Xile com la Ciutat de l'Eterna Primavera. A partir de mitjans de 2007, es va convertir en la capital de la Regió d'Arica-Parinacota.

## Història
La història d'Arica s'inicia amb els primers assentaments a la zona d'Arica, des de fa més de 10.000 anys, la qual va ser ocupada per diversos pobladors.

### Període Chinchorro
Entre els primers pobladors d'Arica destaquen els chinchorro, un dels primers grups del planeta amb comunitat de poble, que realitzava rituals mortuoris a tots els seus membres, efectuant per a això complexes tècniques de momificació; aquest fet converteix a les mómies Chinchorro com les més antigues del Món. Avui en dia la gran majoria de mómies Chinchorro es troben al Museu de San Miguel de Azapa, propietat de la Universidad de Tarapacá, i es troben en campanya per ser reconegudes patrimoni de la humanitat.

### Període precolombí
Entre els primers pobladors que es van assentar en la zona destaquen els chinchorro, un dels primers pobles del planeta amb comunitat de poble, que realitzava rituals mortuoris a tots els seus membres, efectuant per a això complexes tècniques de momificació. Dominada pels tiwanakotes entre el segle iv i el segle ix, pels Senyors Regionals (espècie de terratinents feudals) entre el segle xi i 1473, i posteriorment pels quítxues (Inques del Cusco).

### Període del virregnat del Perú
L'Arica va ser ocupada pels espanyols el 1536 i el dia 25 d'abril de 1541, Lucas Martínez de Begazo fundà Arica com una Vila pertanyent a l'imperi espanyol, dintre del Virregnat del Perú. El seu desenvolupament va ser precari fins al 1545, data que l'indígena Diego Huallpa descobreix a Potosí les més enormes i riques mines de plata del Nou Món, la qual cosa va transformar aquesta llunyana localitat de l'Alt Perú en una ciutat molt poblada, essent la ciutat d'Arica el port natural de Potosí com a sortida de la plata tal com ho reflecteix el seu escut d'armes. Gràcies al port de la plata, la Corona Espanyola li atorga el títol de ciutat, passant a anomenar-se "La Molt Il·lustre i Real Ciutat San Marcos de Arica", l'any 1570. En aquest moment la ciutat es converteix en seu d'un dels 77 corregiments del Virregnat del Perú, i la seva població arriba als 30.000 habitants. L'esgotament de les mines amb el pas dels anys, la creació del Virregnat del Río de la Plata el 1776 i la creació del sistema d'intendències, que la fa dependre directament d'Arequipa, van fer que Arica es tornés feble, cedint importància a favor d'altres localitats de la regió com Putre, Socoroma, Belén o Tacna.

### Període de la República del Perú

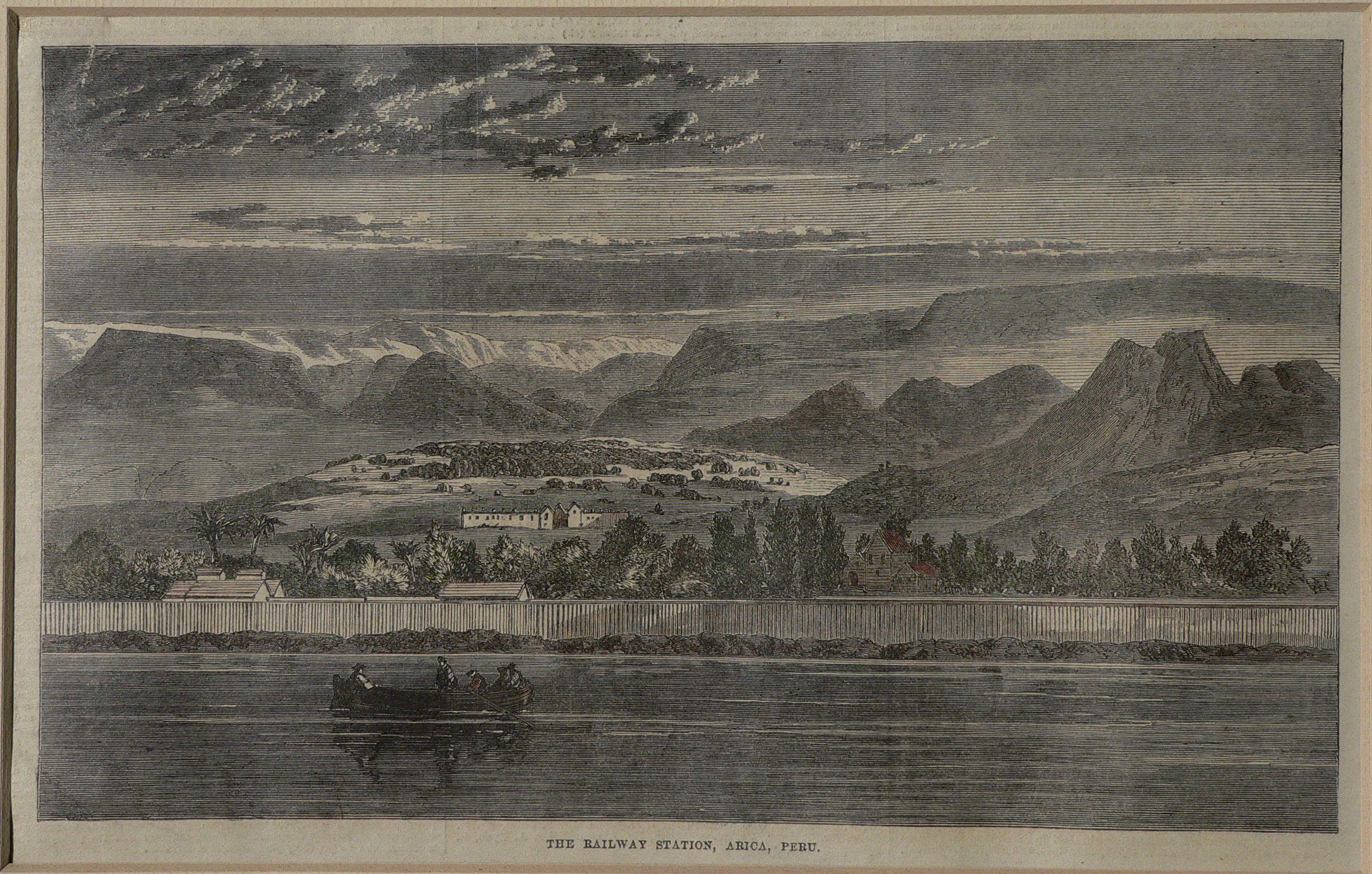
Estació del Ferrocarril, Arica, Perú (1860)

La Constitució peruana de 1823 designà a Arica com a província del departament d'Arequipa, essent Hipòlito Unanue congressista representant d'aquesta província. Sota la província d'Arica es trobaven Tacna i Tarapacá. El ferrocarril hi va arribar el 1855, quan en Nadal el primer comboi uneix les ciutats d'Arica i Tacna convertint-se en el tercer ferrocarril més antic d'Amèrica. El 1868, la ciutat va ser pràcticament destruïda completament per un terratrèmol i el sisme submarí subsegüent de 8,5 graus de magnitud aproximadament.
Durant la Guerra del Pacífic la ciutat va ser escenari de la batalla d'Arica (7 de juny de 1880), després de la qual la ciutat passa a administració xilena durant deu anys segons el Tractat d'Ancón. Una consulta popular hauria d'haver definit la seva pertinença i la de Tacna a Xile o Perú. Aquest plebiscit, tanmateix, no es va realitzar, sinó que es va signar el Tractat de Lima el (1929) que va fixar la pertinença d'Arica i la seva província a Xile.

### Període de la República de Xile
El 1952 assumeix la presidència del país Don Carlos Ibañez del Campo, període en el qual es decreta la creació del port lliure, el pla d'industrialització i la junta d'avenç d'Arica. Arica va ser una seu del Mundial de futbol de Xile en 1962, on Xile va classificar a la semifinal, vencent al campió d'Europa, l'URSS, per 2 gols efectuats pels seleccionats Eladio Vermelles i Leonel Sánchez.
El paludisme i la malària eren greus epidèmies que flagel·laven la zona d'Arica des de l'època de la colònia espanyola. El 1913 el govern de Xile va sol·licitar al doctor Juan Noé Crevani perquè es fes càrrec d'erradicar la malària. El doctor Noé va emetre un informe de la situació i no va ser fins al 1925 que s'hi va implementar una campanya anti-malària. No obstant això, el paludisme no es va erradicar definitivament d'Arica sinó per la lluita empresa contra aquesta malaltia entre 1937 a 1953.

## Geografia
La ciutat és situada a 19 km de la Línia de la concòrdia (límit amb Perú, on es troba el complex fronterer de Chacalluta, el més actiu del país) i a 2.071 km de Santiago.

## Climatologia
El clima de la zona és desèrtic costaner que, influenciat per la massa marina i el corrent fred de Humbolt, es caracteritza pels abundants núvols, baixa oscil·lació i amplitud tèrmica. En matèria climatològica, posseïx el record mundial per ser la ciutat més seca del món per les seves gairebé nul·les precipitacions. Les temperatures mitjanes són de 19 °C.
| Mesos                      | gen  | feb  | mar  | abr  | mai  | jun  | jul  | ago  | set  | oct  | nov  | des  | Anual |
| Temperatures mitjanes (ºС) | 22,7 | 23,0 | 22,1 | 20,2 | 18,3 | 17,0 | 16,1 | 16,1 | 16,7 | 17,8 | 19,4 | 21,1 | 19,2  |
| Precipitacions totals (mm) | 0,3  | 0,2  | 0,2  | 0,1  | 0,2  | 0,2  | 0,1  | 0,1  | 0,0  | 0,0  | 0,1  | 0,0  | 1,5   |
| -------------------------- | ---- | ---- | ---- | ---- | ---- | ---- | ---- | ---- | ---- | ---- | ---- | ---- | ----- |

## Demografia
segons el diari La Concòrdia, a través d'un cens realitzat en 1914, Arica tenia 6.121 habitants. Posteriorment, no passava dels 20.000 després de la dècada del 20. Segons les dades recol·lectades en el Cens de l'Institut Nacional d'Estadístiques, la comuna posseïx una superfície de 4.799 km² i una població de 185.268 habitants, dels quals 93.526 dones i 91.742 homes. Arica acull al 43,23% de la població total de la regió, de la qual, un 5,30% correspon a població rural i un 94,70% a població urbana. La població és una mixtura entre els antics indígenes de la zona amb esclaus africans i els europeus que van arribar en diferents èpoques.

## Ciutats germanes
- Cochabamba - Bolívia
- La Paz - Bolívia
- Cuiabá - Brasil
- Bressuire - França
- Eilat - Israel
- Taiohae - Illes Marqueses
- Arequipa - Perú
- Tacna - Perú
- Artigas - Uruguai

## Personatges il·lustres
- Domingo Johnny Vega Urzúa.